# Amours de vacances (film, 1982)
Pour les articles homonymes, voir Amours de vacances.
Pour plus de détails, voir Fiche technique et Distribution.
Amours de vacances (Summer Lovers) est un film américain réalisé par Randal Kleiser, sorti en 1982. Il a été filmé sur l'île grecque de Santorin.

## Synopsis
Un couple d'étudiants américains, en vacances en Grèce, fait la rencontre d'une étudiante française qui vient mettre la pagaille dans le couple.

## Fiche technique
- Titre : Amours de vacances
- Titre original : Summer Lovers
- Réalisation : Randal Kleiser
- Scénario : Randal Kleiser
- Photographie : Timothy Galfas
- Montage : Robert Gordon
- Musique : Basil Poledouris
- Pays de production :  États-Unis
- Format : Couleurs - 1,85:1
- Genre : Comédie dramatique
- Durée : 98 minutes
- Date de sortie : 1982

## Distribution
- Peter Gallagher : Michael Pappas
- Daryl Hannah : Cathy Featherstone
- Valérie Quennessen : Lina
- Barbara Rush : Jean Featherstone
- Carole Cook : Barbara Foster
- Hans van Tongeren : Jan Tolin